# Centro (Portugal)

Região Centro

Região Centro (IPA: [ʁɨʒiˈɐ̃w ˈsẽtɾu]) is een Portugese Nuts II-regio, die bestaat uit de districten Coimbra, Castelo Branco en Leiria, het grootste deel van de districten Aveiro, Viseu en Guarda, en delen van Santarém. Centro grenst in het noorden aan Região Norte, in het oosten aan Spanje, in het zuiden aan Alentejo en Região de Lisboa en in het westen aan de Atlantische Oceaan. de oppervlakte van het gebied bedraagt 28 405 km² (31% van het Portugese vasteland). Bevolking (2004): 2 405 248 (25% van de totale bevolking op het Portugese vasteland). 
Het gebied is onderverdeeld in de volgende 12 subregio's:
- Baixo Mondego
- Baixo Vouga
- Beira Interior Norte
- Beira Interior Sul
- Cova da Beira
- Dão-Lafões
- Médio Tejo
- Oeste
- Pinhal Interior Norte
- Pinhal Interior Sul
- Pinhal Litoral
- Serra da Estrela

Região Centro omvat 100 concelhos (25,2% van het totaal).
In grote lijnen komt het gebied overeen met het oude Beira.
De NUTS-regio's zijn in tegenstelling tot de districten geen bestuurlijke eenheden, maar dienen als basis voor het verzamelen van statistische informatie.